# 브론테 배럿
브론테 어밀리아 아널드 배럿(영어: Bronte Amelia Arnold Barratt, 1989년 2월 8일 ~ )는 오스트레일리아의 수영 선수이다. 2008년 베이징 올림픽에서 금메달을, 2012년 올림픽에서 은메달, 동메달을 땄다.

## 같이 보기
- 올림픽 수영 여자 메달리스트 목록